# Daniel Reddin
Daniel „Danny” Reddin (ur. 12 sierpnia 1914 w Dún Laoghaire, zm. 2 stycznia 1976 w Athlone) – irlandzki koszykarz, uczestnik Letnich Igrzysk Olimpijskich 1948.
Był uczestnikiem igrzysk w Londynie. W całym turnieju zdobył jeden punkt i zanotował jeden faul. Razem z kolegami z reprezentacji zajął 23. miejsce, jednak jego drużyna przegrała wszystkie mecze turnieju.